# MARYMOND
MARYMOND（マリーモンド）は、日本軍「慰安婦」被害者の人生から花、虐待被害児童に伝えたい気持ちから木というパターン・モチーフを用いたデザインの、服、カバン、アクセサリーなどを作って販売している韓国の社会的企業。2018年からは虐待被害児童を支援する製品も手掛けている。代表は高麗大学校経営大学卒のユン・ホンジョ。

## 概要
代表のユン・ホンジョは地域社会の問題を改善する学生サークル「Enactus Blooming Project」のプロジェクトで、慰安婦問題をビジネスの観点から解決しようと「フィウム」の活動をしていた。大学卒業後、まだすべきことが残っているとして仲間数人と一緒にブランドを立ち上げた。創業のきっかけとなったのはナヌムの家で初めて慰安婦に出会い、「負債の意識」を感じたこと。ホロコーストなどのユダヤ人問題は世界的に知られたが、慰安婦問題を適切に知らせずにいる状況が恥ずかしかったという。製品を着用するだけでも慰安婦問題に関心を持って参加しているというメッセージを知らせることが可能とし、慰安婦を単なる被害者ではなく一人一人の人権活動家として照明を当てたかったという。

### ブランド名の由来
スペイン語で蝶を意味する 「mariposa」とフィンセント・ファン・ゴッホの絵画『Almond Blossom（花咲くアーモンドの木の枝）』とを組み合わせた造語。蝶が飛び回って花が咲くように慰安婦の尊厳を取り戻すとの意味が込められている。もう一つの意味は傷の治癒をサポートすること。自分達が日常で使うものを通して慰安婦を記憶し、慰安婦の傷の治癒をサポートすることがブランドアイデンティティだとしている。

### 製品デザイン
創業当初は二人の慰安婦が生前に心理療法の一環で作っていた押し花をフラワーパターンに活用し、モバイルケースやタンブラー、ノートなど雑貨を製作し始めた。2015年からは、李順徳氏は椿、金福童氏は木蓮というように、慰安婦ひとりひとりの人生からインスピレーションを得た花をモチーフにして製品作りに活用している。また、「あなたは今日も尊くて美しい」を表現した「I marymond you」というキャッチフレーズが使われる。虐待被害児童を支援する「ツリー」プロジェクトからはアーモンドなどの木をモチーフにしたツリーパターンのエコバッグなどがある。

## 経営上の特徴

### 売上の一部を寄付
営業利益の50%は基本、慰安婦支援として旧日本軍慰安婦歴史館建設、韓国挺身隊問題対策協議会、正義記憶財団等に寄託される。2015年時点で、歴史館建設は「挺身隊おばあさんと共に市民の会」が、慰安婦の生活・福祉基金は「韓国挺身隊問題対策協議会」が担当している。「ツリー」プロジェクト製品は営業利益の50％が虐待被害児童心理療法支援事業としてグッドネイバーズ、セーブ・ザ・チルドレン、緑の傘子供財団に寄託される。売上は2016年は45億ウォン、2017年は100億ウォンに到達。

### 雇用・教育
入社の必須条件は慰安婦問題に深い関心を持つこと。入社面接は戦争と女性の人権博物館に行って来た後、行われる。日本軍慰安婦問題の解決にどのような視点を持っているかが最も重要な価値だとしている。
マリークルーと呼ばれる従業員はユン代表主導の下、毎週10人位ずつグループを作り、水曜集会に参加し慰安婦に会う。2013年から集会に参加し、写真や文章で現場を知らせている。ブランドを維持するのにモチベーションが必要で、参加は義務感というよりはアイディアを得て事業の意味を捜すために続けているという。ユン代表は水曜集会がなくなるまで続けてるつもりだと話す。

## 沿革
- 2012年、有限責任会社ブルーミングファッション設立[5]
- 2013年、韓国社会的企業振興院-青年等社会的起業家育成事業選定
- 2013年、ブランド「フィウム・ザ・クラシック」発表
- 2013年、現代車鄭夢九財団H-オン・ドリーム・フェロー選定
- 2013年、韓国社会的企業振興院主管-スター社会的起業家育成事業、優勝
- 2014年、 「フィウム・ザ・クラシック」から「マリーモンド」にブランドリニューアル[11]
- 2014年、2014年社会的企業育成有功政府賞-雇用労働部長官賞を受賞
- 2015年、韓国挺身隊問題対策協議会-金学順賞を受賞
- 2017年、（社）韓国マーケティング協会-大韓民国マーケティング大賞最優秀賞を受賞
- 2017年、第5回大韓民国愛される企業政府褒章-ソーシャルベンチャー部門・中小ベンチャー企業部長官賞を受賞[5]
- 2018年6月、プロジェクト「ツリー」、「アーモンドの木」パターン製品の発売を発表[6]

## 社会貢献活動
- 2015年10月、ソウルに慰安婦被害者追悼森を造成-少女たちを記憶する森を公開[25]。
- 2016年2月5日、少女像バッジの販売開始。製造原価を差し引いた純収益が「正義記憶財団」の基金に使われる[3]。
- 2016年10月18日、中国の南京に「少女たちを記憶する森」の造成計画を発表[26]。
- 2018年10月、ニューヨークで「hand x hand全世界に少女像を」キャンペーン[27]。
- 2018年1月、「平和の少女像」の公共造形物登録を促すための30万人署名キャンペーン[28]。
- 2018年6月8日〜45日間、「平和の種」キャンペーン。ブレスレットとバッジを販売。営業利益の100％が虐待被害児童の心理治癒に使われる[22]。

## 慰安婦財団設立を支援
2016年6月9日、「和解・癒やし財団」に対抗して作ったとされる「日本軍性奴隷制問題解決のための正義記憶財団」にユン代表が理事として参加した。6月29日、財団設立支援金約2億4000万ウォンを寄付した。財団設立にあたり、MARYMONDはファンドレイジングを担当した。

## 日本での販売
日本では一般社団法人「希望のたね基金（キボタネ）」と連携し、2018年12月8日から「MARYMOND JAPAN（マリーモンドジャパン）」としてウェブサイトを中心に販売。

## 芸能人の着用
- 2015年には韓国のアイドルグループmiss Aのメンバーであるペ・スジが持っていたスマホケースが話題になり売り切れた[34]。

## トラブル
MARYMONDの創業者ユン・ホンジョの父親は韓国で「ミュージカル界の父」と呼ばれてきた演出家ユン・ホジン（尹浩鎮）。2018年にユン・ホジンのセクハラ問題が発覚し、MARYMONDのホームページに「家族内にこのような問題があることに気付かず、自身の事業に没頭していたことを深く反省する。」などの文章が掲載された。「父親が性犯罪者なのに、今後も慰安婦問題で生きていくの？」などと問題になった。

## 引用
1. ↑  Marymond Marymond Japan
2. ↑  「地下鉄の広告板」で慰安婦被害者の誕生日にお祝いのメッセージThe Hankyoreh japan 2017年3月15日
3. 1 2  「慰安婦」少女像バッジを市民の胸に　来月から韓国で販売The Hankyoreh japan 2016年1月27日
4. 1 2 3  旧日本軍「慰安婦」おばあさんの人生を花でデザインするある韓国企業中央日報/中央日報日本語版 2017年6月8日
5. 1 2 3 4  인터뷰② 위안부 할머니 돕는 소셜벤처로 시작한 마리몬드, 연매출 100억 결실the Leader 2018年1月31日
6. 1 2 3 4  마리몬드, 아몬드 나무 패턴 에코백&파우치 NEWSIS 2018年6月14日
7. 1 2  위안부 할머니 돕는 사회적 기업, 마리몬드를 만나다高麗大学経営大学 2015年11月23日
8. ↑  일본군‘위안부’ 23년 운동의 역사여성신문 2014年7月30日
9. 1 2  꽃으로 피어난 우리의 할머니들topclass.chosun.com 2015年5月号
10. 1 2 3 4  '꽃할머니' 프로젝트 성공 이끈 윤홍조 마리몬드 대표 "위안부 피해자 지원서 학대아동으로 대상 넓혀요"서울경제 2018年5月15日
11. 1 2  디지털액세서리 ④수지, 위안부 피해 할머니 위해 스마트폰 케이스를 바꾸다ChosunBiz 2015年8月6日
12. ↑  3·1절 잊지 않아요, 위안부 작으나마…아픈 역사 기억하려 행동합니다매일신문 2015-02-28
13. ↑  이익의 절반을 위안부 할머니 돕는데 쓰는 '착한 남자' 세계일보 2017年10月13日
14. 1 2  청년드림 위안부 할머니들의 ‘압화’작품 모티브… 꽃무늬 가방-옷 만들어 수익절반 기부donga.com 2017年12月20日
15. ↑  윤홍조 "위안부 문제 널리 알릴 수 있게 세계적 디자인 브랜드 키울 것"한국경제 & hankyung.com 2017年8月3日
16. ↑  “Entrepreneur tells stories of comfort women” (英語). koreatimes. (2017年2月24日) 2018年11月16日閲覧。
17. ↑  hermesauto (2017年8月27日). “South Koreans buying floral-print products in support of sex-slave victims” (英語). The Straits Times 2018年11月16日閲覧。
18. 1 2 3  “남자들이 관심 가져야 여성인권 문제 해결돼”여성신문2015年7月7日
19. ↑  「花のように大切な慰安婦女性の人生、海外にも知らせなければ」中央日報/中央日報日本語版 2015年04月01日
20. ↑  “時尚MARYMOND讓慰安婦沉重過往　持續被關注”. www.fountmedia.io. 2018年11月16日閲覧。
21. ↑  꽃으로 위안부 할머니의 존귀함 알려팝콘뉴스 2018年3月14日
22. 1 2  마리몬드, 일본군 위안부 피해 할머니에 이어 학대피해 아동 등 나눔활동무단전재 2018年6月8日
23. ↑  김제남 의원 "청문회 열어 '위안부' 합의 책임 묻겠다"여성신문 2016年2月24日
24. ↑  인터뷰“꽃처럼 아름다운 분들, 마지막 수요집회까지 참석할 것”주간동아 2015年8月17日
25. ↑  위안부 피해자를 추모하는 숲, 상암동 서울정원박람회에서 공개파이낸셜뉴스 2015年10月2日
26. ↑  ‘소녀들을 기억하는 숲 in 난징’ 잊지 않고 기억하는 것CBS 스마트뉴 2016年10月20日
27. ↑  마리몬드, 뉴욕서 소녀상 캠페인 진행FASHIONBIZ 2018年10月11日
28. ↑  소녀상을 '공공 조형물'로 만들자뉴스앤조이2018年1月12日
29. ↑  "화해는 정의없이 이룰 수 없다"통일뉴스 2016年6月9日
30. ↑  “할머니들 고맙다는 말 가장 힘나죠”헤럴드경제 2016年12月27日
31. ↑  위안부 피해 할머니 '소녀상' 앞에서 감격의 눈물!한국스포츠경제 2016年6月29日
32. ↑  '위안부' 할머니의 삶, '꽃'으로 만들다뉴스앤조이2016年11月19日
33. ↑  BTSにTWICEも！韓国アイドルが着用する慰安婦支援ブランドがついに日本上陸Business Insider Japan 2018年12月8日
34. ↑  china, Record. “韓国のアイドルが持っていた「慰安婦スマホケース」が大人気、品切れ状態に＝韓国ネット「顔も心も美しい、天使かと思った」「海外にも広めたい」” (日本語). Record China 2018年11月16日閲覧。
35. ↑  china, Record. “慰安婦ミュージカルの演出家の「セクハラ問題」が波紋、元慰安婦後援事業をする息子にも飛び火―韓国” (日本語). Record China 2018年11月16日閲覧。

## 外部サイト
- 公式ウェブサイト
- 公式ウェブサイト(日本語公式)
- Marymond (@themarymond) - X（旧Twitter）
- MARYMOND_en (@Marymond_EN) - X（旧Twitter）
- MARYMOND JAPAN マリーモンドジャパン (@MarymondJapan) - X（旧Twitter）